# VTOHL

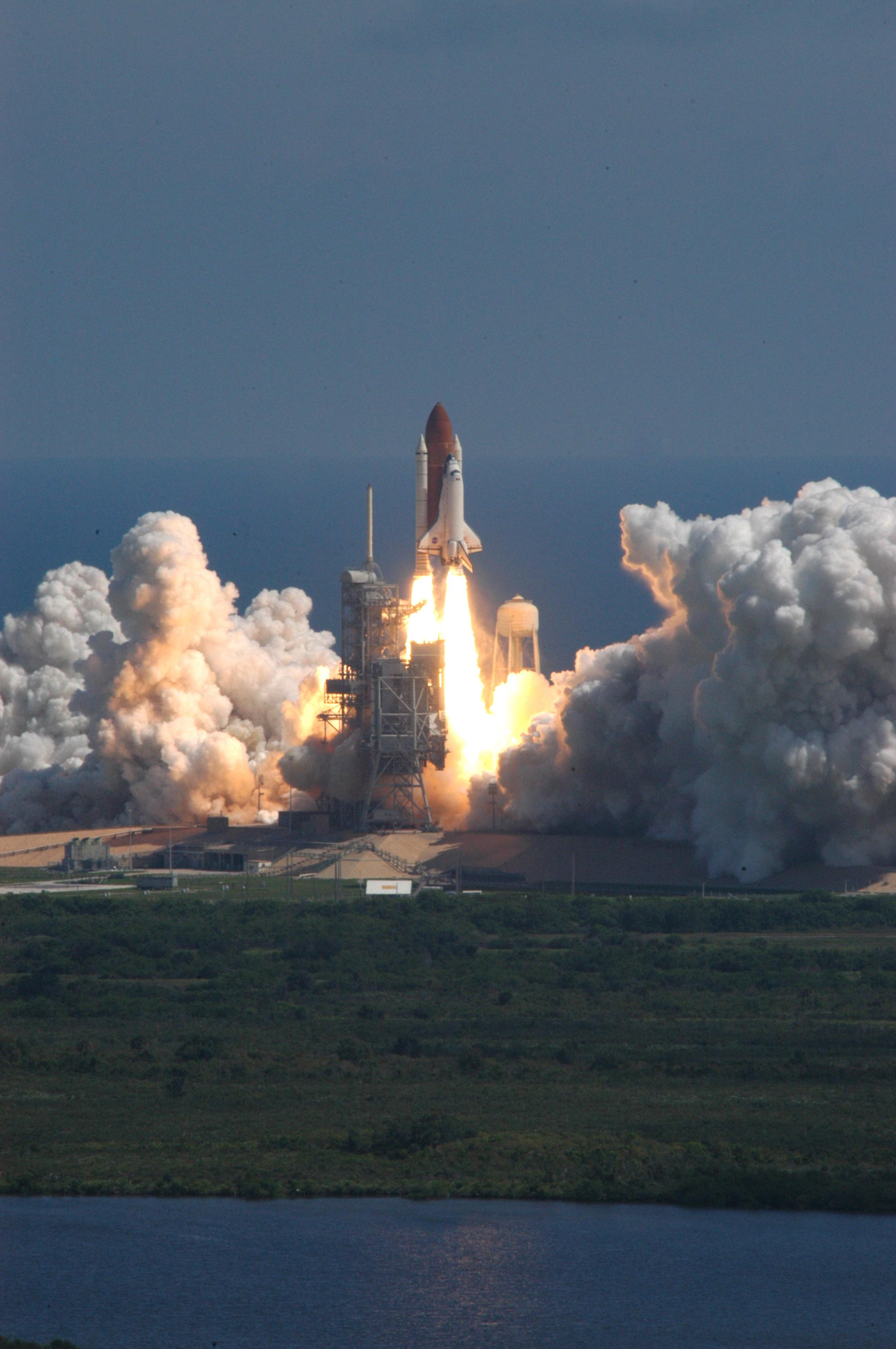
Transbordador espacial Atlantis nord-americà en ple enlairament vertical.

VTOHL (acrònim en anglès d Vertical Take-Off and Horitzontal Landing, «enlairament vertical i aterratge horitzontal») descriu a un tipus d'aeronaus que poden enlairar-se de manera vertical, però a l'hora d'aterrar, ho han de fer de manera tradicional.
Mentre que molts avions amb característiques VTOL (enlairament i aterratge vertical) poden funcionar en mode VTOHL, n'hi ha d'altres que no poden fer un aterratge vertical, ja que tenen una estructura orientada a un enlairament vertical a causa de requisits tècnics, pel qual han de realitzar un aterratge horitzontal o convencional.
Exemples d'aeronaus amb capacitat VTOHL:
 Estats Units d'Amèrica
- Transbordador espacial Enterprise
- Transbordador espacial Challenger
- Transbordador espacial Columbia
- Transbordador espacial Discovery
- Transbordador espacial Atlantis
- Transbordador espacial Endeavour

 Europa
- Transbordador espacial Hermes

 Unió Soviètica
- Transbordador espacial Buran
- Transbordador espacial Ptichka

 Rússia
- Transbordador espacial Kliper